# Jan Nepomuk Řehák
Jan Nepomuk Řehák (německy Joan. Ržehak; 8. května 1811 Mnichovo Hradiště – 18. května 1901 Litoměřice) byl český římskokatolický duchovní a sídelní kanovník Katedrální kapituly u sv. Štěpána v Litoměřicích.

## Život
Jan Nepomuk Řehák pochází z Mnichova Hradiště, kde se v roce 1811 narodil. Na kněze byl vysvěcen 4. srpna 1834. Byl znám svou obsáhlou znalostí teologie a kanonického práva. V roce 1841 byl ustanoven městským děkanem v Litoměřicích, a v roce 1855 jmenován čestným kanovníkem litoměřické kapituly. V roce 1860 došlo ke změně a stal se sídelním kanovníkem schleinitziánským. Jako sídelní kanovník byl v roce 1868 jmenován, na základě naplnění ustanovení Tridentského koncilu, historicky prvním kanovníkem-teologem litoměřické kapituly v této funkci. V roce 1879 se stal děkanem kapituly, předseda konzistoře a generálním vikářem litoměřické diecéze.
Byl papežem oceněn titulem papežský prelát a posléze apoštolský protonotář. Biskup pak ocenil jeho zásluhy titulem senior diecéze a emeritní generální vikář. Státní úřady ocenily jeho činnost jmenováním rytířem rakouského řádu císaře Františka Josefa.
Ač ve vysokých funkcích, choval se tiše a ušlechtile; známý byl láskou k české vlasti, nicméně nestranil českému živlu, ale ctěn byl od německy i česky mluvících obyvatel litoměřické diecéze.